# Lijst van nummer 1-hits in Finland in 2016
Deze hits stonden in 2016 op nummer 1 in de Suomen virallinen lista, de bekendste hitlijst in Finland.
| Datum | Artiest                                                    | Titel                                  |
| ----- | ---------------------------------------------------------- | -------------------------------------- |
| 1     | JVG                                                        | Paluu tulevaisuuteen                   |
| 2     | JVG                                                        | Paluu tulevaisuuteen                   |
| 3     | Alan Walker                                                | Faded                                  |
| 4     | Alan Walker                                                | Faded                                  |
| 5     | Alan Walker                                                | Faded                                  |
| 6     | Alan Walker                                                | Faded                                  |
| 7     | Sanni                                                      | Että mitähän vittua                    |
| 8     | Sanni                                                      | Että mitähän vittua                    |
| 9     | Sanni                                                      | Että mitähän vittua                    |
| 10    | Cheek, Nikke Ankara, Elastinen, JVG, Kube & Pete Parkkonen | Me pllaan ne, pt. 2                    |
| 11    | Cheek, Nikke Ankara, Elastinen, JVG, Kube & Pete Parkkonen | Me pllaan ne, pt. 2                    |
| 12    | Elastinen & Laura Tähkä                                    | Lempo                                  |
| 13    | Elastinen & Laura Tähkä                                    | Lempo                                  |
| 14    | Nikke Ankara                                               | Ettei nyt vaan sattuis mitään          |
| 15    | Evelina                                                    | Sireenit                               |
| 16    | Elastinen & Sami Hedberg                                   | Täytyy jaksaa                          |
| 17    | Elastinen & Sami Hedberg                                   | Täytyy jaksaa                          |
| 18    | Petri Nygård                                               | Pannaan Suomi kuntoon                  |
| 19    | Petri Nygård                                               | Pannaan Suomi kuntoon                  |
| 20    | JVG                                                        | Hehkuu                                 |
| 21    | JVG                                                        | Hehkuu                                 |
| 22    | JVG                                                        | Hehkuu                                 |
| 23    | JVG                                                        | Hehkuu                                 |
| 24    | JVG                                                        | Hehkuu                                 |
| 25    | JVG                                                        | Hehkuu                                 |
| 26    | Arttu Lindeman                                             | Läikkyy                                |
| 27    | Arttu Lindeman                                             | Läikkyy                                |
| 28    | Arttu Lindeman                                             | Läikkyy                                |
| 29    | Roope Salminen & Koirat                                    | Snadi                                  |
| 30    | Roope Salminen & Koirat                                    | Snadi                                  |
| 31    | Major Lazer, Justin Bieber & MØ                            | Cold Water                             |
| 32    | Hank Solo                                                  | Söpö                                   |
| 33    | Hank Solo                                                  | Söpö                                   |
| 34    | Cheek                                                      | All Good Everything                    |
| 35    | Arttu Lindeman & Lucas.                                    | Faijas                                 |
| 36    | Arttu Lindeman & Lucas.                                    | Faijas                                 |
| 37    | DJ Snake & Justin Bieber                                   | Let Me Love You                        |
| 38    | Sanni & Paperi T                                           | Oo se kun oot                          |
| 39    | Mikael Gabriel                                             | Pauhaava sydän                         |
| 40    | Mikael Gabriel                                             | Pauhaava sydän                         |
| 41    | Mikael Gabriel                                             | Lumi teki enkelin eteiseen             |
| 42    | Mikael Gabriel                                             | Lumi teki enkelin eteiseen             |
| 43    | Arttu Lindeman                                             | Menee tuneisiin                        |
| 44    | Arttu Lindeman                                             | Menee tuneisiin                        |
| 45    | JVG, Elias Gould & MGI                                     | Revolveri (Luokkakokous 2 - polttarit) |
| 46    | Clean Bandit, Sean Paul & Anne-Marie                       | Rockabye                               |
| 47    | Clean Bandit, Sean Paul & Anne-Marie                       | Rockabye                               |
| 48    | Clean Bandit, Sean Paul & Anne-Marie                       | Rockabye                               |
| 49    | Profeetat, Elastinen & Cheek                               | Sinuhe                                 |
| 50    | Alan Walker                                                | Alone                                  |
| 51    | Alan Walker                                                | Alone                                  |
| 52    | Mikael Gabriel                                             | Loistat pimeäs                         |